# Dünýägözel Gulmanowa
Dünýägözel Akmuhammedowna Gulmanowa (nascida em 14 de janeiro de 1989) é uma política turcomena que atualmente atua como presidente do parlamento do Turcomenistão .  

## Biografia
Gulmanowa nasceu no dia 14 de janeiro de 1989 na cidade de Ashgabat, capital do Turcomenistão. De 1995 a 2004, ela estudou na Escola Secundária Especializada nº 27, em Ashgabat. De 2004 a 2006, ela foi arrendatária da Associação de Agricultores na antiga vila de Bagyr, na província de Ahal. De 2006 a 2007, trabalhou como oficial médica júnior no antigo Hospital Distrital de Ruhabat, na província de Ahal.  
Em 2007, ela começou seus estudos na Universidade Estadual do Turcomenistão e se formou no ano de 2012 no curso de direito. De 2012 a 2014, trabalhou como consultora-chefe do Centro de Informação Jurídica e do Departamento de Direito Constitucional do Departamento de Legislação do Ministério da Justiça. De 2014 a 2015, atuou como consultora-chefe do Departamento de Recursos Humanos e Controle da Disciplina Executiva do Ministério da Justiça do Turcomenistão. De 2015 a 2016, ela trabalhou como estagiária de tabelião no Cartório Notarial Municipal de Ashgabat. De 2016 a 2018, Gulmanowa trabalhou em várias posições no Ministério da Justiça e na administração pública da cidade de Ashgabat. De 2018 a 2021, Gulmanowa trabalhou como consultora-chefe da divisão de legislação econômica e registro estadual de regulamentações do Departamento de Legislação do Ministério da Justiça.  
Em 14 de abril de 2021, Gulmanova foi nomeada para o Conselho Popular do Turcomenistão via decreto presidencial.   De 2021 a 2023, ela atuou como vice-presidente e, posteriormente, presidente do Comitê de Proteção dos Direitos Humanos e Liberdade do Conselho Popular do Turcomenistão .   A partir de janeiro de 2023, tornou-se consultora sênior no Departamento de Notários e Registro de Atos do Estado Civil do Departamento de Assistência Judiciária do Ministério da Justiça.  
Em março de 2023, ela se candidatou às eleições para o parlamento turcomano, do 5º distrito parlamentar de Ashgabat.   Em 6 de abril de 2023, ela foi eleita unânime presidente do parlamento.    

## Vida pessoal
Gulmanowa é casada e tem dois filhos. Ela é mulçumana sunita. Ela é membro do Partido Democrático do Turcomenistão, partido mais influente no Turcomenistão desde sua independência, sendo fundado por Saparmurat Niyazov.